# Brasil en la Copa Mundial de Fútbol de 1998
La Copa Mundial de Fútbol de 1998 fue la decimoquinta vez que la Selección de fútbol de Brasil participó en una Copa del Mundo. Fue y sigue siendo el único país que participó en todas las ediciones del torneo FIFA.
El equipo fue dirigido por Mário Zagallo y el capitán era Dunga. Brasil quedó subcampeón perdiendo la final contra Francia.

## Clasificación
Para la edición de 1998, la Conmebol contó con cuatro cupos directos en su fase clasificatoria, ya que Brasil ganó el derecho de jugar el Mundial en su condición de campeón vigente.

## Preparación para la Copa del Mundo
Elegido mejor jugador del Mundial de 1994, Romário fue desconvocado el 1 de junio de 1998. "No podía garantizar que jugaría el primer, el segundo o incluso el tercer partido. Es una lesión que requiere tiempo y puede causar dolor en cualquier momento", declaró el médico Lídio Toledo. La lesión fue causada por un partido de Futvóley jugado después de un periodo de entrenamiento en Teresópolis.
Zagallo no quiso esperar, según Folha de S.Paulo, debido al historial de indisciplina de Romário: "En la Copa de Italia (1990), se enfrentó a Lídio Toledo por querer ser tratado por su fisioterapeuta particular, Nilton Petroni, o "Filé". En diciembre del 92, Romário se rebeló contra el seleccionador Carlos Alberto Parreira y el coordinador Zagallo al enterarse de que sería suplente en un amistoso contra Alemania. Tras ganar la tetracampeona, Romário dijo que quería "tomarse un descanso" de la selección, lo que enfureció a Zagallo, que lo atacó por "falta de amor a la selección amarilla" y lo apartó de la convocatoria para los Juegos Olímpicos de Atlanta-96. El jugador regresó en 1997, cuando su contrato de patrocinio no había sido renovado por Nike, lo que ocurrió cuando volvió a la selección. El primer corte de Romário fue en el equipo juvenil, por orinar desde la habitación del hotel donde se alojaba el equipo sobre los transeúntes en la calzada.".
Ronaldo llegó al Mundial dos veces nombrado Jugador Mundial de la FIFA, pero su rodilla fue noticia durante todo el torneo. El fisioterapeuta Nilton Petroni, conocido como Filé, recordó que "desde que se operó, antes de los Juegos Olímpicos, Ronaldo ha necesitado ejercicios especiales para fortalecer los músculos, ya que se operó cuando aún era un niño." En 2000, el escritor italiano Enzo Palladini afirmó que el "misterio" sobre la primera gran lesión de rodilla de Ronaldo estaba relacionado con el rápido crecimiento de su esqueleto y sus músculos durante el periodo en que vivió en Holanda y fue explicado por el médico Bernardino Santi, coordinador de la estructura antidopaje de la CBF, quien admitió que el atleta consumía esteroides y que "sus músculos se volvieron incompatibles con la estructura ósea de sus rodillas". Entre los suplementos vitamínicos tomados durante el periodo se encontraban esteroides anabolizantes que provocaron un crecimiento "más allá de lo que la naturaleza había proporcionado".

## Campaña en la Copa del Mundo
El conjunto brasileño fue encuadrado en el grupo A junto a Escocia, Marruecos y Noruega. 
En su primer partido, Brasil se impuso a Escocia por 2-1. El resultado recompensó los cambios tácticos realizados por el entrenador Zagallo a lo largo del partido. El equipo mejoró en la segunda parte, con Leonardo en lugar de Giovanni, y Denilson en lugar de Bebeto. Taffarel dijo que las porterías del Stade de France estaban desproporcionadas: "En todos los estadios de Brasil, la portería mide unos siete metros y medio. Aquí, mide ocho y medio". Zagallo: "Les dimos espacio para hacer diagonales. Luego Escocia se nos echó encima. En la segunda parte, acabamos con sus jugadas. Sólo dispararon desde lejos". Según Zagallo, Brasil podría haber marcado dos goles más después del primero, y Escocia jugó como él esperaba. Citó el juego diagonal por el suelo y sobre todo el juego por alto, la mayor preocupación en los entrenamientos. "Brasil mató el juego aéreo de Escocia", afirmó.
En el segundo partido, una cómoda victoria por 3-0 sobre Marruecos. Durante el partido Dunga dio un cabezazo a Bebeto cuando éste se quejó de la lentitud del delantero para volver a la defensa tras un saque de falta. Zagallo: "Creo que el equipo jugó mucho mejor en comparación con el primer partido contra Escocia. Jugamos un fútbol atractivo, vivo y eficaz". El seleccionador de Noruega, Egil Olsen, que sería el próximo rival de Brasil, dijo que no perdería el Mundial si tuviera los jugadores de Brasil y que "cualquier equipo", jugando dentro de una determinada configuración, tendría posibilidades de ganar a Brasil; sugiriendo que Brasil estaba mal entrenado.
En el tercer partido, Brasil fue derrotado por Noruega (2-1). Todos los goles llegaron en la segunda parte. La derrota no desbancó al equipo del primer puesto del Grupo A. Según el periodista Matinas Suzuki Jr, la derrota puso de manifiesto la falta de un creador de juego y los peligrosos "arrebatos" de Júnior Baiano, el defensa que cometió el penalti que dio lugar al gol de la victoria de Noruega. Ronaldo Nazário criticó: "Es preocupante que el balón no llegue más rápido. Estoy acostumbrado a jugar de una manera en el Inter. En la selección tiene que ser igual, tienen que jugar un poco más rápido".
En octavos de final, Brasil venció a Chile por 4-1. Según Telê Santana: "el equipo brasileño jugó su mejor partido del torneo contra Chile. El equipo jugó bien tácticamente, pasando bien y aprovechando las oportunidades que surgieron. Todos los sectores del equipo rindieron bien". Para Zagallo, el equipo estuvo nervioso durante los diez primeros minutos del partido y acabó siendo sorprendido por Chile. "Aunque marcamos tres goles en la primera parte, no estuve satisfecho con el equipo hasta la segunda mitad. Afortunadamente conseguimos marcar el primer gol, con César Sampaio, en una jugada ensayada, y eso ayudó a calmar a los jugadores". Cuando se anunció su nombre antes del comienzo del partido, el entrenador fue abucheado por los aficionados que abarrotaban el estadio del Parque de los Príncipes. Tostão: "Brasil marcó tres goles en la primera parte a balón parado, aprovechando las ocasiones que tuvo. No fue un dominio absoluto. En la segunda parte, a pesar de marcar uno y encajar otro, el equipo jugó mucho mejor, creó más ocasiones, sobre todo tras la entrada de Denilson en lugar de Bebeto."
En cuartos de final, Brasil se impuso a Dinamarca por 3-2. Según el periodista Matinas Suzuki Jr: "La selección brasileña no puede depender únicamente de los lanzamientos de Dunga cuando tiene la iniciativa del juego, porque se han vuelto demasiado previsibles y fáciles de marcar." Zagallo afirmó que Brasil y Dinamarca "dignificaron el Mundial, demostraron cómo se juega al fútbol". "Ellos y nosotros podíamos haber hecho el 3-2, pero lo hicimos. Fue una victoria muy trabajada y merecida para los dos equipos. Podría haber sido un empate. Fue un fútbol franco, abierto, jugando y dejando jugar. En eso consiste un Mundial. Brasil y Dinamarca demostraron cómo se juega un Mundial". "Definitivamente estoy de vuelta", declaró Rivaldo tras el partido. Dijo que la actuación marcó su "redención" con la camiseta de Brasil. Rivaldo marcó dos goles en la victoria por 3-2 de Brasil. "Sabía que iba a cambiar las cosas con la selección. Y lo hice. Y voy a hacer mucho más en los dos últimos partidos del Mundial". Rivaldo fue el culpable de la derrota del equipo olímpico en los Juegos de Atlanta 1996. En la semifinal contra Nigeria, falló un pase que permitió al equipo africano marcar uno de sus goles. El equipo se quedó fuera de la final y acabó con la medalla de bronce.
Antes de la semifinal, el equipo ya había superado el número de goles marcados por el equipo del 94 (14 contra 11), pero había encajado más del doble (7 goles contra 3). Según Tostão: "En el Mundial de 1970, me impresionaron el entrenamiento y los conocimientos de Zagallo. Estaba muy por delante de los demás entrenadores. En el Mundial de 1998, vi todos los entrenamientos del equipo como comentarista, y Zagallo repitió todo lo que había hecho 28 años antes, incluso ante una realidad diferente."
En semifinales, Brasil empató 1-1 con Holanda, con victoria en los penales. El seleccionador Zagallo declaró que el "calor humano y la energía" que transmitió a los lanzadores antes de la tanda de penales supuso un cambio con respecto a su comportamiento en la final del Mundial del 94 en Estados Unidos. "Me dirigí a los cinco lanzadores y a Taffarel y les transmití esa fuerza positiva. Los fluidos positivos en los penales son decisivos. Acaricié a cada uno y le dije: 'Vamos a ganar, vamos a ser campeones, nos lo merecemos'". Cafú, sancionado, fue sustituido por el central Zé Carlos, una convocatoria sorpresa, que debutó oficialmente con la selección en aquel partido. Tras el partido, Guus Hiddink dijo que Brasil era demasiado defensivo: "Cuando era niño, Brasil me hacía soñar. Ahora todo es diferente. Han cambiado de mentalidad y han empezado a sacrificar su arte en busca de un resultado. Para los brasileños, se ha convertido en una necesidad. Para los amantes del fútbol, es una vergüenza. Hoy en día, los holandeses damos más espectáculo que los brasileños con nuestros toques. Asumimos más riesgos que ellos, que últimamente quieren demostrar que pueden marcar".
Antes de la Final de la Copa Mundial de Fútbol de 1998, Ronaldo sufrió lo que se conoció como una Convulsión. Folha de S.Paulo lo describió: "Ronaldo se desplomó en el cuarto de baño de la habitación 290 del Château de Grande Romaine de Lésigny entre las 14.30 y las 15.00 horas del domingo [el partido comenzó a las 21.00 horas]. Ronaldo fue llevado a la cama, donde recibió atención médica. Ante el temor de que se tratara de un ataque epiléptico, César Sampaio sujetó la lengua del jugador para evitar que se enroscara. Hacia las 16.30 horas, Ronaldo desapareció. Sin que el director del hotel se diera cuenta, había sido trasladado en un coche del comité organizador del Mundial a la clínica Des Lillas, a las afueras de París, en compañía del médico Joaquim da Matta y de un fisioterapeuta de la selección. Toledo tomó la decisión de llevarlo a la clínica para estar seguro de que el jugador realmente no necesitaba ningún tipo de tratamiento o medicación. En función de los resultados de las pruebas, Ronaldo sería seleccionado o no para el partido. La preocupación por el dopaje había surgido desde la semifinal contra Holanda, cuando surgió el rumor de que el delantero había sido descubierto por un control de la FIFA. Joaquim da Matta se había mostrado nervioso por el episodio, un indicio de que el jugador podría haber tenido infiltraciones en la rodilla, información no confirmada por Folha."
El periódico continúa describiendo el controvertido episodio: "El propio jugador admitió, sin embargo, que había estado tomando medicación para el dolor en el tobillo hasta el pasado viernes. Y que había suspendido el tratamiento por indicación del cuerpo técnico, que temía un control antidopaje. Ronaldo se sometió a pruebas como una tomografía computerizada y un electroencefalograma, pero no se encontró nada. Avalado por las pruebas, Joaquim da Matta llevó al jugador al Stade de France, donde llegó unos 50 minutos antes del partido. Se reunió el cuerpo técnico. El entrenador Zagallo preguntó: "Entonces, ¿puedes jugar?". Ronaldo respondió: "Sí, estoy bien". Zagallo le confirmó en la alineación titular".
Según el periodista Jorge Kajuru, Ronaldo estaba tomando Xilocaína, un analgésico, y el médico de la selección brasileña, Lídio Toledo, que "estaba gagá", cometió un error al administrarle el fármaco y fue entonces cuando le dio un ataque, porque es un analgésico muy fuerte y en el prospecto del medicamento figura el ataque como uno de los efectos secundarios.
La selección brasileña nunca había perdido por más de dos goles en un partido de la Copa del Mundo. Con el 0-3, Brasil cerró sus siete partidos en la Copa del Mundo de 1998 con diez goles encajados. La única actuación defensiva peor de Brasil se produjo en 1938, cuando la Copa también se jugó en Francia. Zagallo explicó: "Estaba deseando que acabara la primera parte. Hoy hemos tenido un gran trauma por culpa de Ronaldo. Ronaldo no debía jugar. Hicimos la alineación sin él. Hubo mucho daño psicológico. El equipo estaba atrapado, atado. Ronaldo no iba a jugar. Le dimos la alineación sin él. Entonces pidió jugar. Dijo 'quiero hacerlo'. Quería marcar, podía tener luz durante el partido". Edmundo, que llegó a decir en una entrevista que se consideraba en mejor forma técnica y física que Bebeto, el delantero titular, se quejó: "Me habría gustado jugar un poco más. Lo hice bien en todos los entrenamientos, marqué goles, pero no jugué mucho". Para Telê Santana: "Nuestra defensa falló mucho, pero no fueron fallos individuales, sino posicionales. En los dos primeros goles, que vinieron de saques de esquina, la defensa estaba mal colocada".
En la Final de la Copa Mundial de Fútbol de 1998, Zagallo hizo sólo dos sustituciones en el partido, repitiendo a Zagallo en 1974, Telê en 1982 y Dunga en 2010 como entrenadores eliminados sin quemar todas las sustituciones permitidas.

## Jugadores
| #  | Nac | Nombre           | Posición      | Club             |
| -- | --- | ---------------- | ------------- | ---------------- |
| 1  |     | Claudio Taffarel | Portero       | Atlético Mineiro |
| 2  |     | Cafú             | Defensa       | AS Roma          |
| 3  |     | Aldair           | Defensa       | AS Roma          |
| 4  |     | Junior Baiano    | Defensa       | Flamengo         |
| 5  |     | César Sampaio    | Mediocampista | Yokohama Flügels |
| 6  |     | Roberto Carlos   | Defensa       | Real Madrid      |
| 7  |     | Giovanni         | Mediocampista | FC Barcelona     |
| 8  |     | Dunga            | Mediocampista | Júbilo Iwata     |
| 9  |     | Ronaldo          | Delantero     | Inter de Milán   |
| 10 |     | Rivaldo          | Delantero     | FC Barcelona     |
| 11 |     | Émerson          | Mediocampista | Bayer Leverkusen |
| 12 |     | Carlos Germano   | Portero       | Vasco da Gama    |
| 13 |     | Zé Carlos        | Defensa       | São Paulo        |
| 14 |     | Gonçalves        | Defensa       | Botafogo         |
| 15 |     | André Cruz       | Defensa       | AC Milan         |
| 16 |     | Zé Roberto       | Mediocampista | Flamengo         |
| 17 |     | Doriva           | Mediocampista | Oporto           |
| 18 |     | Leonardo         | Mediocampista | AC Milan         |
| 19 |     | Denilson         | Delantero     | Betis            |
| 20 |     | Bebeto           | Delantero     | Botafogo         |
| 21 |     | Edmundo          | Delantero     | Fiorentina       |
| 22 |     | Dida             | Portero       | Cruzeiro         |
| DT |     | Mario Zagallo    |               |                  |

## Participación

### Grupo A
| Equipo    | Pts | PJ | PG | PE | PP | GF | GC | Dif |
| --------- | --- | -- | -- | -- | -- | -- | -- | --- |
| Brasil    | 6   | 3  | 2  | 0  | 1  | 6  | 3  | 3   |
| Noruega   | 5   | 3  | 1  | 2  | 0  | 5  | 4  | 1   |
| Marruecos | 4   | 3  | 1  | 1  | 1  | 5  | 5  | 0   |
| Escocia   | 1   | 3  | 0  | 1  | 2  | 2  | 6  | -4  |

| 10 de junio de 1998, 17:30 | Brasil                             | 2:1 (1:1) | Escocia            | Stade de France, Saint-Denis                                                  |                                                                               |
|                            | César Sampaio 5' · Boyd 74' (a.g.) | Reporte   | Collins 38' (pen.) | Asistencia: 80.000 espectadores Árbitro(s): José María García Aranda (España) | Asistencia: 80.000 espectadores Árbitro(s): José María García Aranda (España) |

| 16 de junio de 1998 | Brasil                                  | 3:0 (2:0) | Marruecos | Stade de la Beaujoire, 21:00, Nantes                                 |                                                                      |
|                     | Ronaldo 9' · Rivaldo 45+2' · Bebeto 50' | Reporte   |           | Asistencia: 35.000 espectadores Árbitro(s): Nikolai Levnikov (Rusia) | Asistencia: 35.000 espectadores Árbitro(s): Nikolai Levnikov (Rusia) |

| 23 de junio de 1998, 21:00 | Brasil     | 1:2 (0:0) | Noruega                          | Stade Vélodrome, Marseille                                                       |                                                                                  |
|                            | Bebeto 78' | Reporte   | T.A. Flo 83' · Rekdal 89' (pen.) | Asistencia: 55.000 espectadores Árbitro(s): Esfandiar Baharmast (Estados Unidos) | Asistencia: 55.000 espectadores Árbitro(s): Esfandiar Baharmast (Estados Unidos) |

### Octavos de final
| 27 de junio de 1998, 21:00 | Brasil                                             | 4:1 (3:0) | Chile     | Parque de los Príncipes, París                                   |                                                                  |
|                            | César Sampaio 11', 26' · Ronaldo 45+3' (pen.), 72' | Reporte   | Salas 70' | Asistencia: 45.500 espectadores Árbitro(s): Marc Batta (Francia) | Asistencia: 45.500 espectadores Árbitro(s): Marc Batta (Francia) |

### Cuartos de final
| 3 de julio de 1998, 21:00 | Brasil                        | 3:2 (2:1) | Dinamarca                     | Stade de la Beaujoire, Nantes                                       |                                                                     |
|                           | Bebeto 10' · Rivaldo 25', 59' | Reporte   | Jørgensen 2' · B. Laudrup 50' | Asistencia: 35.500 espectadores Árbitro(s): Gamal Ghandour (Egipto) | Asistencia: 35.500 espectadores Árbitro(s): Gamal Ghandour (Egipto) |

### Semifinales
| 7 de julio de 1998, 21:00 | Brasil                              | 1:1 (1:1, 0:0) (t. s.)(4:2 p.) | Países Bajos                              | Stade Vélodrome, Marsella                                                        |                                                                                  |
|                           | Ronaldo 46'                         | Reporte                        | Kluivert 87'                              | Asistencia: 54.000 espectadores Árbitro(s): Ali Bujsaim (Emiratos Árabes Unidos) | Asistencia: 54.000 espectadores Árbitro(s): Ali Bujsaim (Emiratos Árabes Unidos) |
|                           |                                     | Tiros desde el punto penal     |                                           |                                                                                  |                                                                                  |
|                           | Ronaldo · Rivaldo · Emerson · Dunga |                                | F. de Boer · Bergkamp · Cocu · R. de Boer |                                                                                  |                                                                                  |

### Final
| 12 de julio de 1998, 21:00 | Francia                         | 3:0 (2:0) | Brasil | Stade de France, Saint-Denis                                         |                                                                      |
|                            | Zidane 27', 45+1' · Petit 90+3' | Reporte   |        | Asistencia: 75.000 espectadores Árbitro(s): Said Belqola (Marruecos) | Asistencia: 75.000 espectadores Árbitro(s): Said Belqola (Marruecos) |

## Goleadores[17]
4 goals
- Ronaldo Nazário

3 goals
- Bebeto
- César Sampaio
- Rivaldo

## Asistentes[17]
3 asistencias
- Ronaldo Nazário

2 Asistencia
- Bebeto
- Dunga
- Rivaldo
- Denílson

1 Asistencia
- Cafu